# الاحتلال (رواية)
الاحتلال (L’Occupation) هي رواية سيرة ذاتية قصيرة للكاتبة الفرنسية آني إرنو صدرت عن دار غاليمار في يناير 2002، وتُعالج على نحوٍ مكثّف موضوع الغيرة والهوس العاطفي بعد انكشاف علاقة جديدة لحبيب سابق. تنتمي الرواية إلى مشروع إرنو المستمرّ في استكشاف الذات من منظور اجتماعي، وتُقدَّم بأسلوبها المعروف بـ«الكتابة المسطّحة» الذي يتعمد البساطة والدقة لكي يواجه ما تصفه الكاتبة بـ«حقيقة المشاعر العارية».

### الخلفية والسياق
تكتب إرنو النصّ بعد علاقة دامية انتهت بانفصالها عن رجل تشير إليه بالحرف «W.». بعد أشهر قليلة يخبرها هذا الأخير بنيّته العيش مع امرأة أخرى ويرفض الإفصاح عن اسمها، لتجد الكاتبة نفسها في دوّامةٍ من الشكّ والتخيل: «صورة تلك المرأة لم تكفّ عن احتلالي، كأنها دخلت فيَّ». بهذه الكلمات التي افتتحت بها الطبعة الأولى توضّح إرنو أن «الاحتلال» يشير إلى سيطرة الغيرة على كيانها كله.

### الملخص
تنطلق الساردة من لحظة الإعلان عن الحبيبة الجديدة لتصف كيف يتسلّل الكائن الغريب إلى مخيّلتها: تتعقّب بريد //W// الإلكتروني، تبحث عن أثر المرأة المجهولة في الصفحات الصفراء، وتستحضرها في كل مشهد يومي. يتوالى السرد في شكل مقاطع قصيرة تُسجِّل تتابع الأفكار والهواجس على مدار شهور، حتى تبلغ الساردة ذروة الانهيار ثم تستعيد توازنها عبر الكتابة نفسها، بوصفها فعلًا يطرد «المحتلّ» ويحوّل التجربة إلى مادة نصّية.

### الأسلوب والموضوعات
- الكتابة المسطّحة: جُمَل مقتضبة، معجم خالٍ من الزخرفة، منظور ذاتي يضع مسافة تحليلية بين «أنا» الراوية و«هي» الغيورة، ما يمنح النصّ بعدًا شبه إثنوغرافي عن المشاعر الفردية.
- الغيرة كاحتلال: تعيد إرنو صياغة الغيرة كحالة استعمار نفسي؛ تتحول المرأة الأخرى إلى «قوة محتلة» تتغلغل في الجسد واللغة والخيال.
- الجندر والسلطة الرمزية: تُبرز الرواية التفاوت بين الرجل الذي يُبقي اسـمَ شريكته سرًّا وبين المرأة التي تُضيَّق عليها دوامة الأسئلة، كاشفةً عن آليات الهيمنة الذكورية في العلاقات العاطفية.

### الاستقبال النقدي
لقي الكتاب ترحيبًا نقديًّا لجرأته في تشريح الغيرة وبراعته الأسلوبية؛ فقد وصفت صحيفة لوموند النص بأنه «درس في الاقتصاد اللغوي والصدق الفاحص»، بينما رأى بعض النقاد—ومنهم فريديريك بيغبيدير—أن بساطة الأسلوب تقترب من «جامدية نصّية» تُعيد إنتاج نمطية في مشروع إرنو.

### الترجمات والتكييفات
- الإنجليزية: تُرجم إلى The Possession بقلم آنا موسكوفاكيس وصدر عن Seven Stories Press عام 2008. (annie-ernaux.org)
- الأعمال المقتبسة:
  - فيلم «الآخر» (L’Autre) للمخرجَيْن بيير تريفيديك وباتريك ماريو برنار (2008)، استند حرًّا إلى الرواية.
  - عرض مسرحي بعنوان «الاحتلال» أخرجه بيير براديناس قُدّم في آنسي ثم أُعيد على خشبة Théâtre de l’Œuvre بباريس عام 2018. (fr.wikipedia.org)

### الطبعات
- الطبعة الأولى: سلسلة «Blanche»، غاليمار، 2002 (72 ص).
- طبعة الجيب: مجموعة Folio رقم 3902، غاليمار، سبتمبر 2003 (96 ص). (gallimard.fr)

### الأهمية في مسار إرنو
تمثّل الاحتلال حلقة مفصلية في مشروع آني إرنو، إذ تواصل فيها توظيف التجربة الذاتية لتشريح البُنى الاجتماعية والنفسية التي تصنع العاطفة، مؤكّدةً مقولتها إن «الكتابة هي فعل لاستعادة السيادة على حياةٍ احتلّها الآخر».

## التكيفات
- الآخر ، فيلم من إخراج بيير تريفيديك وباتريك ماريو برنارد ، وبطولة دومينيك بلانك ، صدر في عام 2008.
- الاحتلال ، مسرحية من إخراج بيير براديناس، مركز بونليو الثقافي ، آنسي، أعيد عرضها في مسرح العمل في باريس، 2018.